# (2190) Coubertin
(2190) Coubertin est un astéroïde de la ceinture principale.
Il a été ainsi baptisé en hommage à Pierre de Coubertin (1863-1937), qui s'inspira des Jeux olympiques antiques pour créer les Jeux olympiques modernes.